# Childebert I

Verdeling van het Frankische Rijk na Clovis' dood:
Theuderik I (Reims)
Chlodomer (Orléans)
Childebert I (Parijs)
Chlotarius I (Soissons)

Childebert I (Reims, 496 - 13 december 558) was de Frankische koning van Parijs uit het geslacht der Merovingers. Hij was de derde zoon van Clovis I, regeerde in Parijs, waar hij verbleef, en de streek van Seine en Somme tot tegen Bretagne en het Kanaal, van 511 tot 558.
Hij trok na de oorlog in Thüringen naar Spanje, waar Amalarik, de man van Childeberts zuster Clothilde, heerste. Amalarik vernederde zijn vrouw voortdurend, besmeurde haar met mest en uitwerpselen en sloeg haar tot bloedens toe. Toen Amalarik vernam dat Childebert I op komst was om hem mores te leren, wilde hij over zee de vlucht nemen. Hij bracht al zijn schatten aan boord, maar Childeberts leger kon nog net de afvaart beletten. Amalarik wilde in een kerk schuilen, maar een soldaat bracht hem onderweg een dodelijke slag toe. Met edelstenen en andere kostbaarheden bracht Childebert I zijn zuster naar Parijs. Door een ongeval overleed zij onderweg.
Childebert I was gehuwd met Vultrogotha en had twee dochters. Beseffend dat hij zonder mannelijke nakomeling zijn rijk ooit zou moeten afstaan, en jaloers op zijn broer Chlotarius I, die bij verschillende vrouwen zeven zonen had, zocht hij toenadering tot zijn neef Theudebert I.
Terwijl Chlotarius I tegen de Saksen vocht en het gerucht verspreid werd dat hij gesneuveld was, meende Childebert I nu de alleenheerser te zijn. Hij trok het gebied van Chlotarius I binnen, bezette Reims en richtte vernielingen aan.
Kort voor hij, na een langdurige ziekte, in 558 stierf, stichtte hij het klooster Saint-Germain-des-Prés, waar hij begraven werd. Chlotarius I, alleenheerser geworden, stuurde de weduwe Vultrogotha en haar twee dochters in ballingschap. Zij was een vrome, edelmoedige vrouw en werd als een heilige beschouwd. Charibert I, opvolger van Chlotarius I, bracht haar later terug naar Parijs.

## Voorouders
| Voorouders van Childebert I | Voorouders van Childebert I              | Voorouders van Childebert I              | Voorouders van Childebert I              | Voorouders van Childebert I              | Voorouders van Childebert I                          | Voorouders van Childebert I                          | Voorouders van Childebert I                          | Voorouders van Childebert I                          |
| --------------------------- | ---------------------------------------- | ---------------------------------------- | ---------------------------------------- | ---------------------------------------- | ---------------------------------------------------- | ---------------------------------------------------- | ---------------------------------------------------- | ---------------------------------------------------- |
| Overgrootouders             | Merovech (-458) ∞ ? (-)                  | Merovech (-458) ∞ ? (-)                  | Basin (-) ∞ Basina (-)                   | Basin (-) ∞ Basina (-)                   | Gundioc (456–473) ∞ ? (-)                            | Gundioc (456–473) ∞ ? (-)                            | ?(–) ∞ ? (-)                                         | ?(–) ∞ ? (-)                                         |
| Grootouders                 | Childerik I (436-481) ∞ Basina (438–477) | Childerik I (436-481) ∞ Basina (438–477) | Childerik I (436-481) ∞ Basina (438–477) | Childerik I (436-481) ∞ Basina (438–477) | Chilperik II van Bourgondië (440-493) ∞ Caratene (-) | Chilperik II van Bourgondië (440-493) ∞ Caratene (-) | Chilperik II van Bourgondië (440-493) ∞ Caratene (-) | Chilperik II van Bourgondië (440-493) ∞ Caratene (-) |
| Ouders                      | Clovis I (466-511) ∞ Clothilde (480-545) | Clovis I (466-511) ∞ Clothilde (480-545) | Clovis I (466-511) ∞ Clothilde (480-545) | Clovis I (466-511) ∞ Clothilde (480-545) | Clovis I (466-511) ∞ Clothilde (480-545)             | Clovis I (466-511) ∞ Clothilde (480-545)             | Clovis I (466-511) ∞ Clothilde (480-545)             | Clovis I (466-511) ∞ Clothilde (480-545)             |
| Childebert I (496-558)      |                                          |                                          |                                          |                                          |                                                      |                                                      |                                                      |                                                      |